# Castell de Hesperange
El Castell de Hesperange (en francès:  Château de Hesperange) és un castell en ruïnes situat per damunt de la ciutat de Hesperange al sud de Luxemburg.

## Història
El castell data probablement de principis del segle xiii, quan els comtes de Luxemburg van donar Hesperange als senyors de Rodenmacher els quals es van posar al costat dels francesos quan els borgonyons van conquerir Luxemburg el 1443. Maximilià d'Àustria va desmantellar el castell entre 1480 i 1482 després de les batalles contra Gerard de Rodenmacher. Després que els francesos van capturar el castell el 1796, el govern francès el va nacionalitzar i el va vendre en subhasta en 1798, -les parts posteriors de les ruïnes es van vendre individualment- i el 1820 es trobaven set cases de peu als terrenys del castell. Ara, és un monument nacional, tot i que les ruïnes encara estan en mans privades.